# Езотерика

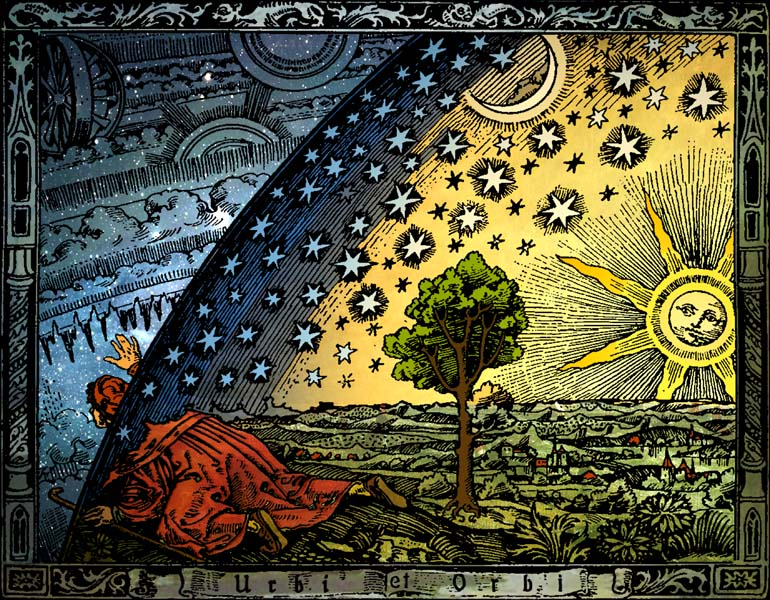
Алегорія людини, що визирає за межі світу

Езоте́рика (від грец. ἐσωτερικός — внутрішній) — сукупність знань, призначена для обмеженої групи осіб, яка є альтернативою до загальноприйнятих, офіційно визнаних знань. Протиставляється екзотериці (екзотеризму) — загальнодоступному знанню. Езотерика присутня в релігійній і філософській системах світу.

## Етимологія
Слово «езотерика» походить від грецького «езотерикос» (ἐσωτερικός) — «належний до внутрішнього кола». Вперше згадується в текстах Лукіана II ст. Утворене від індоєвропейського кореня *en, який пов'язується зі значенням «усередині». Класично езотерикою називали твори та погляди Піфагора та Арістотеля, призначені для вузького кола осіб.
У латинській мові XV—XVII ст. розрізнялися езотеричні та екзотеричні знання давньої філософії (також внутрішні та зовнішні, «exotericus» і «esotericus»). Кембриджські платоніки так само поділяли знання на «doctrina vulgaris» і «doctrina arcana». У XVIII столітті про езотерику згадується як у англомовних, так і німецькомовних працях щодо піфагореїзму, неоплатонічної теургії. Але в той час езотерика почала пов'язуватися в контексті Просвітництва також зі вченнями різних таємних товариств інших епох і місць: масонських, перських, арабських, індійських; а крім того з магією, окультизмом, забобонами.
У французькій мові слово «езотерика» (ésotérisme) вперше з'явився в 1828 році у праці протестантського історика гностицизму Жака Маттера. Поняття езотерики поширилося в критиці інституціоналізованої релігії, стало позначати вчення, що протиставляються панівній релігії, зокрема християнству. Окультист Еліфас Леві популяризував термін «езотерика» у 1850-х роках.

## Визначення
До езотерики належать різноманітні вчення, від стародавнього гностицизму й герметизму до розенкройцерства й каббали та руху Нью-ейдж.
У широкому сенсі під езотерикою розуміється втаємничене знання, що стосується культурних практик, та доступне певній обмеженій групі осіб. Назва походить із давньогрецьких містерій, де езотерика як знання для посвячених людей протиставлялося екзотериці — знанню для широкого загалу. Втаємниченість езотеричного знання може мотивуватися його носіями тим, що воно надає ексклюзивності, або може бути причиною упереджень, або надто складне для пересічної людини.
Таємне знання в езотериці зазвичай описує зв'язки між частинами світобудови, категоризації предметів, істот і явищ; часто воно встановлює ієрархію світобудови, намагається зобразити весь усесвіт як чітку структуру, в якій існує фізична (чуттєва) та духовна (умоглядна) складова. Джерелом цього знання часто визначається надприродна сила. В езотериці поширене прагнення до пошуків спільної причини походження предметів, істот і явищ. У той же час езотерика, на відміну від науки, не шукає детального причинно-наслідкового зв'язку між частинами світобудови. Вона описує їхній зв'язок як дещо спостережуване, проте принципово таємниче.